# Beatriz Uribe
Beatriz Uribe Botero (Pereira) es una política y economista colombiana, graduada de la Universidad del Rosario, con maestrías en Política Social y Planeación de la Escuela de Ciencia Política de Londres y en estudios de Desarrollo de la Universidad de Bath, Inglaterra.

## Biografía
Uribe fue presidente de la Cámara Colombiana de la Construcción (Camacol), y viceministra de Vivienda del presidente Álvaro Uribe, siendo ministro de dicha cartera Roberto Junguito. Durante las elecciones presidenciales de Colombia de 2010, Uribe fue gerente de la campaña presidencial de Andrés Felipe Arias por el Partido Conservador Colombiano, quien perdió las elecciones internas del partido, por lo que adhirió a Juan Manuel Santos.
En 2010, fue nombrada por el presidente electo Juan Manuel Santos como ministra de Medio Ambiente, Vivienda y Desarrollo, hasta que se realizó la reestructuración de ministerios. Con la reestructuración Uribe estuvo a cargo del Ministerio de Vivienda. Uribe reemplazó al ministro del presidente Álvaro Uribe, Carlos Costa Posada. En su gestión entregó 270 mil viviendas a familias damnificadas por el invierno y el 25 de abril de 2012 la ministra Uribe fue relevada en la cartera de vivienda por Germán Vargas Lleras.